# John Salmon
John Salmon OSB († 6. Juli 1325 in Folkestone) war ein englischer Ordensgeistlicher, der als Diplomat und königlicher Minister diente. Ab 1299 war er Bischof von Norwich.

## Herkunft
John Salmon entstammte einer Familie, von denen Angehörige seit dem 12. Jahrhundert als Goldschmiede für Ely Priory arbeiteten. Er war ein Sohn von Salomon und Alice und wurde vermutlich in Meldreth in Cambridgeshire geboren. Sein Vater arbeitete als wohlhabender Goldschmied in Ely, dazu besaß er außerhalb der Stadt noch Grundbesitz. John hatte mindestens zwei jüngere Brüder.

## Aufstieg zum Bischof von Norwich
Salmon trat als Mönch in das Kathedralpriorat von Ely ein. Vor 1291 wurde er zum Prior gewählt. Am 19. Mai 1298 wählte ihn eine Mehrheit der Mönche von Ely zum Bischof, was jedoch König Eduard I. missachtete. Stattdessen ernannte der König am 12. Juli seinen Kanzler John Langton, für den nur eine Minderheit der Mönche gestimmt hatte, zum Bischof. Daraufhin wandten sich sowohl die Unterstützer von Salmon als auch Langton selbst an die Kurie, worauf beide Wahlen am 5. Juni 1299 für ungültig erklärt wurden. Papst Bonifatius VIII. ernannte nun Ralph of Walpole, den bisherigen Bischof von Norwich, zum neuen Bischof von Ely, während er Salmon zum Bischof der Diözese Norwich ernannte. Am 15. November 1299 wurde Salmon zum Bischof geweiht. Der Papst erlaubte Salmon, sich die hohe Summe von 13.000 Florin zu leihen. Ob Salmon mit diesem Geld die Kosten für den Streit begleichen musste oder ob er das Geld direkt dem Papst für seine Ernennung zahlen musste, ist ungeklärt.

## Loyaler Unterstützer von König Eduard II.
Während Salmon als Bischof nie im Dienst von Eduard I. stand, beauftragte ihn dessen Sohn und Nachfolger Eduard II. schon wenige Monate nach seiner Thronbesteigung, als Gesandter nach Frankreich zu reisen. Zusammen mit dem Earl of Lincoln, dem Earl of Pembroke und anderen Gesandten sollte er dort die letzten Verhandlungen über die Heirat des Königs mit der französischen Prinzessin Isabelle führen. Ab Ende November 1307 war die Gesandtschaft in Frankreich. Mitte Januar 1308 reisten die Gesandten nach Dover, wo sie den König in Empfang nahmen und zu seiner Hochzeit nach Boulogne eskortierten. Im März 1309 reiste Salmon zusammen mit dem Earl of Pembroke, Bischof Walter Reynolds, der auch königlicher Treasurer war, und anderen Gesandten nach Avignon zu Papst Clemens V., den sie zum Widerruf der von Erzbischof Winchelsey verhängten Exkommunikation des Exils des königlichen Günstlings Piers Gaveston bewegen konnten. Damit hatte Salmon dem Erzbischof, mit dem er auch wegen kirchenrechtlichen Fragen in Streit lag, erneut eine Niederlage zugefügt. Im Juli 1309 nahm er am Parlament von Stamford teil, während dem Gaveston formal zurück berufen wurde. Salmon wurde im März 1310 als einer der Lords Ordainer benannt, die ein Reformprogramm für die Regierung erarbeiten sollten, und Ende 1311 wurde er zusammen mit Hugh Courtenay zum Auditor der Abrechnungen ausländischer Kaufleute ernannt. Dennoch war Salmon weiterhin ein loyaler Unterstützer des Königs, mit dessen Herrschaft zahlreiche Barone unzufrieden waren. Im November 1310 gewährte ihm der König das Privileg, anstelle Soldaten für den Krieg mit Schottland 200 £ zu zahlen. Ende 1310 reiste er im Auftrag des Königs in die den englischen Königen gehörende Gascogne, wo er mehrere Monate lang blieb. Im September 1311 nahm er in Périgueux an den Verhandlungen mit Frankreich über die englischen Besitzungen in Frankreich teil. Zurück in England, sandte ihn der König im März 1312 zu dem Treffen, zu dem Erzbischof Winchelsey die Prälaten und Magnaten in London geladen hatte. Salmon vertrat während des Treffens den Standpunkt des Königs, der die Rückkehr Gavestons verteidigte. Im September 1312 sollten Salmon, der Bischof von Bath und Wells sowie der Earl of Richmond durch Verhandlungen verhindern, dass der Earl of Lancaster, ein erbitterter Gegner der Politik des Königs, und andere oppositionelle mit einem bewaffneten Gefolge zum Parlament und vor dem König erschienen. Im Oktober 1312 sollte er Schutzbriefe für königliche Beamte aus der Gascogne ausstellen, die vor dem Parlement de Paris erscheinen mussten.

## Vermittler zwischen dem König und dem Earl of Lancaster
Salmon blieb weiter ein loyaler Unterstützer des Königs. Vom 30. August bis zum 1. September 1315 nahm er an der Ratsversammlung in Lincoln teil, bei dem der König mit Lancaster und anderen Magnaten über die politische Lage diskutierten, und während des Parlaments in Lincoln im Februar 1316 diente er als ein Sprecher des Königs gegenüber Lancaster. In Lincoln wurde er auch zum Mitglied des Kronrats und zum Mitglied einer Kommission ernannt, die die Organisation des königlichen Haushalts verbessern sollte. Anfang 1317 gehörte er erneut einer vom Earl of Pembroke geführten Gesandtschaft an, die nach Avignon zum neu gewählten Papst Johannes XXII. reiste. Dort verhandelten sie über eine finanzielle Unterstützung des Papstes für den englischen König sowie über einen Frieden mit Schottland. Am 11. Mai erreichte er zusammen mit Bischof John Hotham von Ely wieder London. In England hatte sich das Verhältnis zwischen dem König und Lancaster wieder so verschlechtert hatte, dass Lancaster einer Ratsversammlung fernblieb, die im Juli 1317 in Nottingham stattfand. Zwischen dem König und Lancaster drohte sogar eine bewaffnete Auseinandersetzung, weshalb Salmon zusammen mit anderen Bischöfen im Herbst 1317 zu Lancaster nach Pontefract Castle reiste, um über die Politik des Königs zu sprechen. Mit mehreren anderen Bischöfen verhandelte Salmon im April 1318 in Leicester mit Lancaster, und im Juli und August 1318 nahm er an den letzten Verhandlungen mit Lancaster teil, die am 9. August Abschluss des Vertrags von Leake führten, mit dem ein Ausgleich zwischen Lancaster und dem König erzielt werden sollte. Danach wurde er Mitglied des Staatsrats, der gemäß dem Vertrag von Leake gebildet wurde, und im Oktober 1318 wurde er Mitglied einer neuen Kommission, die den königlichen Haushalt reformieren sollte. Wahrscheinlich bis Frühjahr 1319 gehörte er dann als Mitglied des Staatsrats zum Gefolge des Königs. Im April 1319 war er zusammen mit Pembroke und Walter Norwich in Great Yarmouth, wo Schiffe mit Ausrüstung für einen Feldzug nach Schottland beladen wurden.

## Dienst als königlicher Kanzler, letzte Jahre und Tod
Im Januar 1320 wurde Salmon als Nachfolger von John Hotham königlicher Kanzler, wobei seine Ernennung ohne Zustimmung der Barone erfolgte, wie es die Ordinances vorschrieben. Im Juni 1320 begleitete er Eduard II. nach Frankreich, wo dieser in Amiens dem französischen König Philipp V. für die Gascogne huldigte. Während der offenen Rebellion von Lancaster berief ihn der König als einen der sechs Ratgeber, die ihn ständig begleiten sollten. Nach der Niederschlagung von Lancasters Rebellion im März 1322 gehörte Salmon zu den wichtigsten Mitgliedern der Regierung. Nach dem Scheitern des Feldzugs des Königs nach Schottland 1322 gehörte Salmon der englischen Delegation an, die im Mai 1323 einen auf dreizehn Jahre befristeten Waffenstillstand mit Schottland schloss. Aufgrund seiner schlechten Gesundheit legte Salmon Anfang Juni 1323 das Amt des Kanzlers nieder. Dennoch beauftragte ihn der König im Juli 1324 und erneut im Dezember 1324 mit Verhandlungen mit Frankreich, mit dem zum Krieg von Saint-Sardos gekommen war. Im Auftrag des Königs reiste er nach Frankreich, wo er sich für eine Vermittlung durch Königin Isabelle einsetzte. Durch deren Vermittlung konnte am 31. Mai 1325 ein Waffenstillstand ausgehandelt werden. Anschließend reiste Salmon zurück nach England. Er starb während der Rückreise und wurde in der Kathedrale von Norwich beigesetzt. 

## Tätigkeit als Geistlicher
Salmons Karriere, während der er als Mönch zum Bischof und dann zum Minister aufstieg, ist für seine Zeit ungewöhnlich. Sein Urkundenregister aus seiner Amtszeit als Bischof ist nur teilweise erhalten. Aufgrund seiner vielfältigen Dienste für den König war er nur selten in seiner Diözese. 1304 kam es zu einem heftigen Streit zwischen Salmon und Erzbischof Winchelsey, der eine Visitation der Diözese Norwich durchführte. Salmon beanspruchte für sich als Gewohnheitsrecht die Annaten und andere Einkünfte der Kirchen seiner Diözese, was der Erzbischof zurückwies. Nachdem auch Klagen vor dem erzbischöflichen Gerichtshof 1304 und 1305 erfolglos geblieben waren, reiste Salmon daraufhin 1306 selbst zur Kurie, wo Papst Clemens V. im August den Streit zu Salmons Gunsten entschied. 1308 führte er selbst eine Visitation des Kathedralpriorats durch. In Norwich ließ Salmon die prächtige große Halle des Bischofspalasts neu errichten, dazu eine zweistöckige Beinhaus-Kapelle auf dem Kathedralfriedhof, die dem Evangelisten Johannes geweiht wurde. 1309 ordnete er die Konstruktion einer verlässlichen Uhr an, die vor 1325 fertiggestellt wurde. Dazu gilt er als Förderer des späteren Clare College in Cambridge. Zwei seiner jüngeren Brüder ernannte er zu Archidiakonen seiner Diözese.